# Centropus monachus
Centropus monachus е вид птица от семейство Cuculidae.

## Разпространение
Видът е разпространен в Ангола, Бенин, Бурунди, Габон, Гана, Гвинея, Гвинея-Бисау, Екваториална Гвинея, Еритрея, Етиопия, Камерун, Република Конго, Демократична република Конго, Кот д'Ивоар, Кения, Либерия, Нигерия, Руанда, Судан, Танзания, Того, Уганда, Централноафриканската република, Чад и Южен Судан.